# Zanthoxylum rigidum
Zanthoxylum rigidum är en vinruteväxtart som beskrevs av Humb. & Bonpl. och Carl Ludwig von Willdenow. Zanthoxylum rigidum ingår i släktet Zanthoxylum och familjen vinruteväxter. Utöver nominatformen finns också underarten Z. r. velutinum.